# Kingston SE
Kingston SE ist eine Stadt im Südosten des australischen Bundesstaates South Australia, 297 km südöstlich von Adelaide. Sie liegt am Südostende der Encounter Bay und den Coorong. Bei der Volkszählung 2021 wurde eine Einwohnerzahl von 1.637 festgestellt.

## Geschichte
Die Stadt wurde nach George Strickland Kingston, einem australischen Politiker und Architekten, benannt. Das Postamt der Stadt eröffnete am 9. Februar 1860. Der Zusatz SE (für South East) wurde hinzugefügt, um die Stadt von der Siedlung Kingston on Murray im selben Staat zu unterscheiden.
1876 wurde die Stadt mit einer Schmalspurbahn (Spurweite 1.067 mm) an das Eisenbahnnetz angeschlossen. 1959 wurde die Strecke auf Breitspur (Spurweite: 1.600 mm) umgebaut und schließlich in den 1970er-Jahren aufgelassen.

## Wirtschaft
Die wichtigsten Wirtschaftszweige sind heute die Fischerei, die Weinkelterei, die Kälberzucht und der Tourismus. Die Gegend ist als Urlaubs- und Ausflugsziel das ganze Jahr über beliebt.
In Kingston finden sich eine Reihe von Pubs, Hotels und Ladengeschäften. Auch Australiens ausgewiesen bestes Fish 'n' Chips – Geschäft, Macs Takeaway, das bereits zweimal ausgezeichnet wurde, liegt in Kingston. Der Takeaway heißt inzwischen Janes Takeaway.

## Sport
Die Stadt hat ein Football-Team, das in der Kowree-Naracoorte-Tatiara Football League spielt.

## Sehenswürdigkeiten
Die nördliche Stadteinfahrt dominiert der Big Lobster (dt.: Großer Hummer), von den Einwohnern liebevoll „Larry“ genannt.